# 9951 Tyrannosaurus
A 9951 Tyrannosaurus (ideiglenes jelöléssel 1990 VK5) a Naprendszer kisbolygóövében található aszteroida. Eric Walter Elst fedezte fel 1990. november 15-én.
Nevét a Tyrannosaurus nevű dinoszaurusz nem után kapta.